# Fourniera novaecaledoniae
Fourniera novaecaledoniae là một loài thực vật có mạch trong họ Cyatheaceae. Loài này được (Mett.) J. Bommer ex E. Fourn. mô tả khoa học đầu tiên năm 1873.